# Myrmecophila laguna-guerrerae
Myrmecophila laguna-guerrerae là một loài thực vật có hoa trong họ Lan. Loài này được Carnevali, L.Ibarra & J.L.Tapia mô tả khoa học đầu tiên năm 2001.